# Diable dans le christianisme

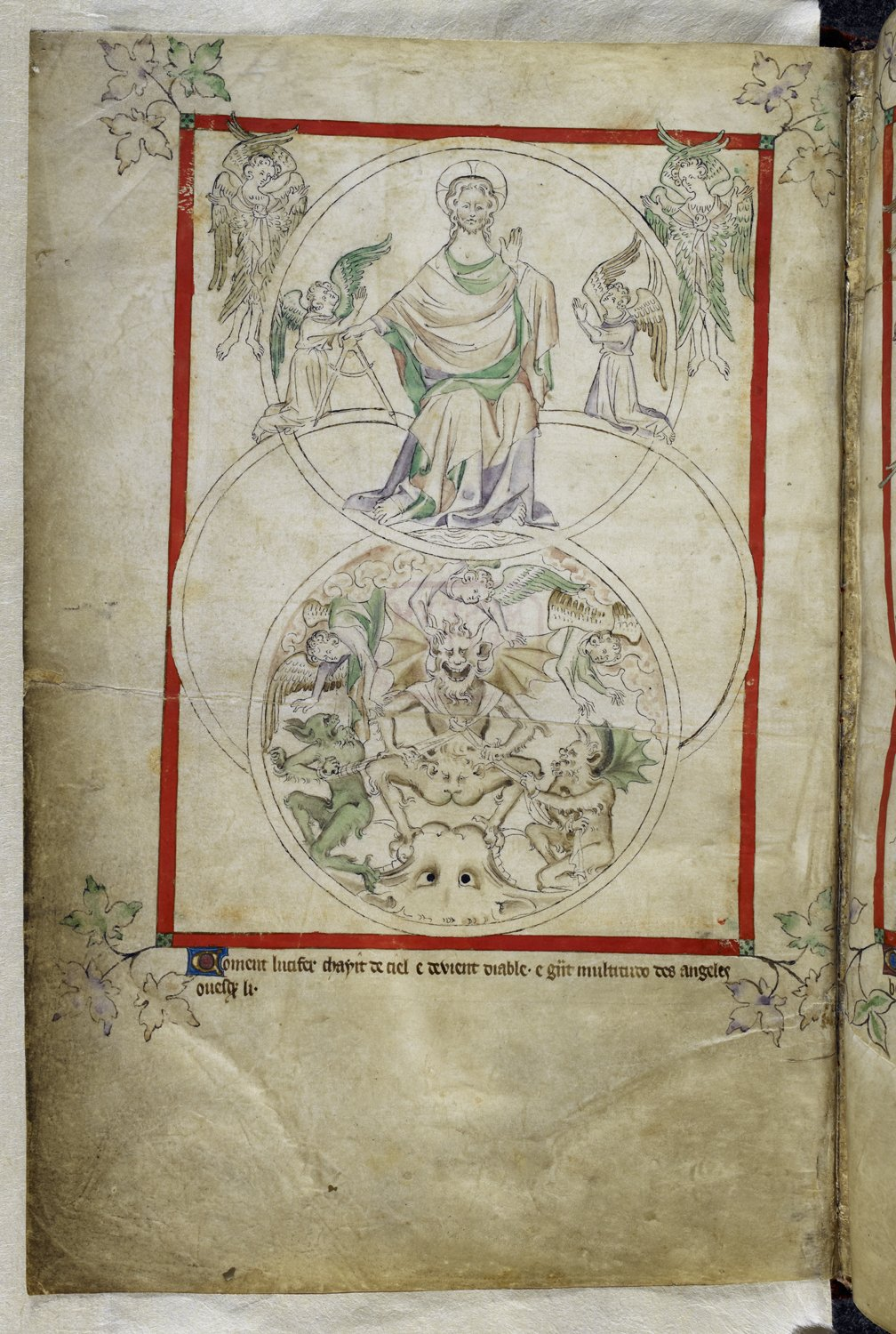
Dieu et Lucifer, Psautier de la reine Marie, v. 1320.

Le diable (ou Satan) dans le christianisme est couramment défini comme un ange déchu qui s'est rebellé contre Dieu. 
Satan a été banni du paradis et envoyé sur Terre. Il est souvent identifié comme le serpent du jardin d’Éden, dont les tentations envers Adam et Ève ont engendré deux doctrines chrétiennes correspondantes : le péché originel et la rédemption en Jésus-Christ. Il est également identifié comme l'accusateur de Job, le tentateur des évangiles, le Léviathan et le dragon dans le Livre de l'Apocalypse.

## Noms et significations
En grec ancien, « diable » (διάβολος, diábolos) désigne « celui qui sépare » ou « le calomnieur ».
En hébreu, « le Satan » (הַשָּׂטָן ha-Satan) désigne « l'adversaire » ou « l'accusateur ». Dans le Tanakh, ou Ancien Testament, « Satan » est un nom polysémique.
Lucifer est un autre nom connu du Diable, qui signifie « étoile du matin » ou « porteur de lumière ». Ce titre se réfère au fait que le Diable est un ange déchu, tombé du ciel sur Terre.
« Le Tentateur » fait référence aux tentatives répétées du Diable de tenter les humains et les faire succomber au péché.
« Le Démon » et « le Malin » sont d'autres noms souvent attribués au diable, bien que moins officiels et précis. Ils sous-entendent ses intentions néfastes envers les fidèles. Il arrive aussi que le Diable soit appelé « la Bête », en référence à ses nombreuses représentations animales dans l'art (serpent, lion, dragon, etc.).

## Sources

### Ancien Testament

#### Le serpent (Genèse 3)

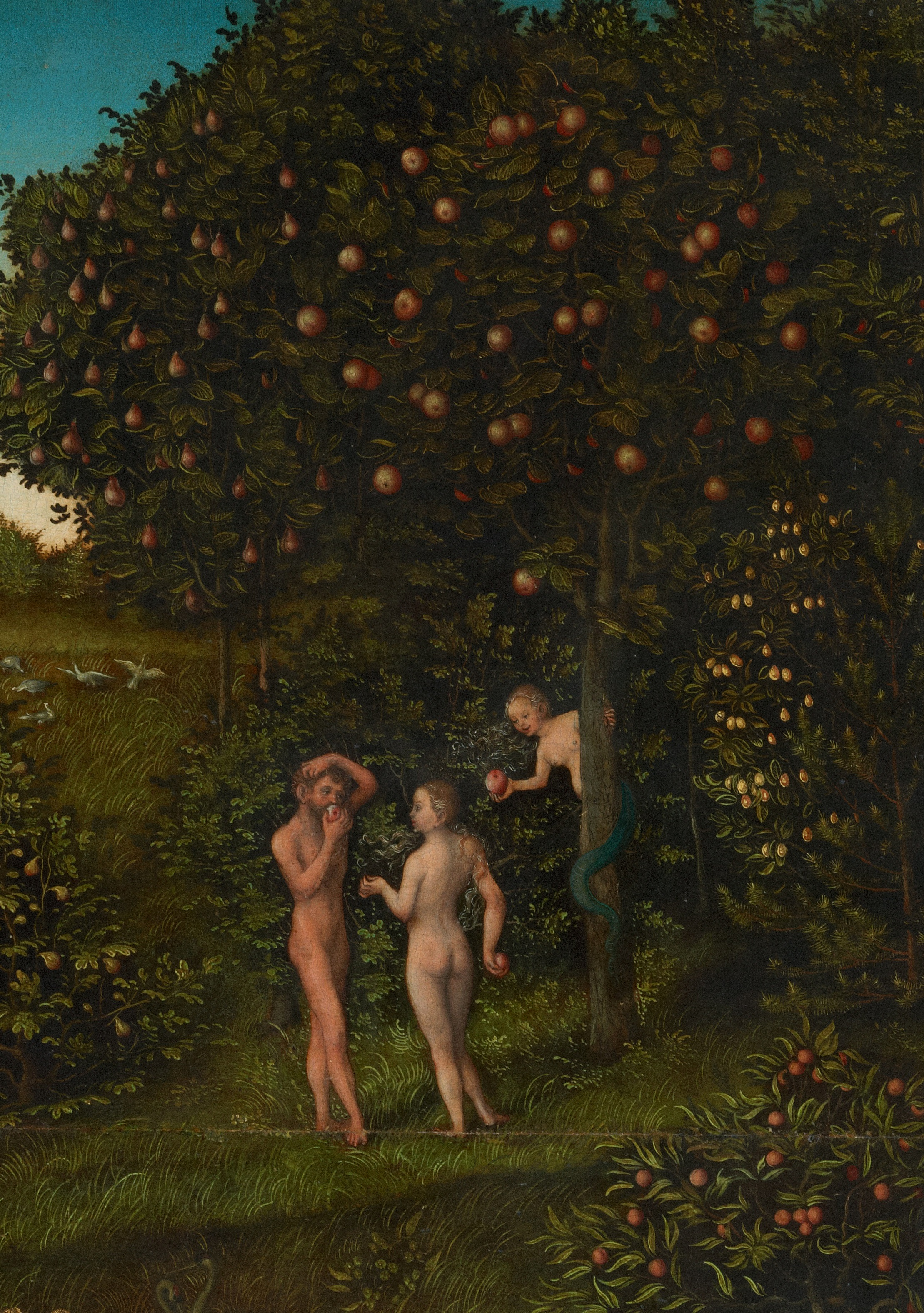
La Chute de l'homme, par Lucas Cranach.

Le livre de la Genèse raconte que Dieu a créé Adam et Ève, et les a placés dans le jardin d'Éden. Il leur a donné le droit de manger les fruits de tous les arbres du Jardin à l'exception de celui qui se trouve au milieu, l'Arbre de la connaissance du bien et du mal. Désobéir à cet ordre pourrait causer leur mort. C'est alors que Satan, sous la forme d'un serpent, approche Ève et la soumet à la tentation. Celle-ci finit par céder, mange le fruit défendu et incite Adam à faire de même, ce qu'il fait. Ils commettent ainsi le péché originel ; en représailles, Dieu bannit les deux humains du Jardin et déclare au serpent : « Je mettrai l’inimitié entre toi et la femme, entre ta postérité et sa postérité : celle-ci t’écrasera la tête et tu lui blesseras le talon. » (Genèse  Genesis,3:14-15).

#### L'adversaire de Job (Job 1-2)
Le Livre de Job évoque le Diable dans ses deux premiers chapitres.
Job est un homme juste et bon, dont le désir est de se dévouer à Dieu et d'établir avec lui une relation solide. Satan présente alors un obstacle à ce désir, dans le but de mettre à mal sa foi. Il prétend devant Dieu que Job lui est fidèle seulement parce qu'il est riche et béni, et qu'à la seconde où il perdra ses biens, sa foi s'envolera. Dieu autorise alors le Diable à tester Job, en lui permettant de tout lui ôter excepté la vie. 
Satan prend à Job ce qu'il a de plus cher : ses dix enfants et son bétail. La foi de Job reste inébranlable. Satan refuse de s'arrêter là et soumet Job à une maladie qui s'attaque à son corps entier. Sa femme le supplie alors de maudire Dieu, mais Job ne cède pas. Sa foi est alors récompensée : il guérit, obtient dix nouveaux enfants, et deux fois plus de bétail que précédemment.

#### Le Satan de David
L'enseignement chrétien sur l'implication de Satan dans David varie, tout comme l'explication de 2 Samuel et l'explication de Chroniques 1 qui présentent des perspectives différentes :
- Samuel 2S 24:1 Et à nouveau la colère du Seigneur s'enflamma contre Israël, et il exhorta David contre eux, à dire: Allez, peuplez Israël et la Judée.
- Dans Chroniques  21:21 Satan se leva contre Israël, et il incita David à dénombrer le peuple d'Israël.

#### Zacharie 3
La vision de Zacharie de Josué le grand prêtre dépeint une dispute dans la salle du trône céleste entre Satan et l'Ange du Seigneur ( 3:1–2). Goulder (1998) considère que cette vision est associée à l'opposition de Sanballat, le Horonite.

#### Lucifer dans Ésaïe (Ésaïe 14)

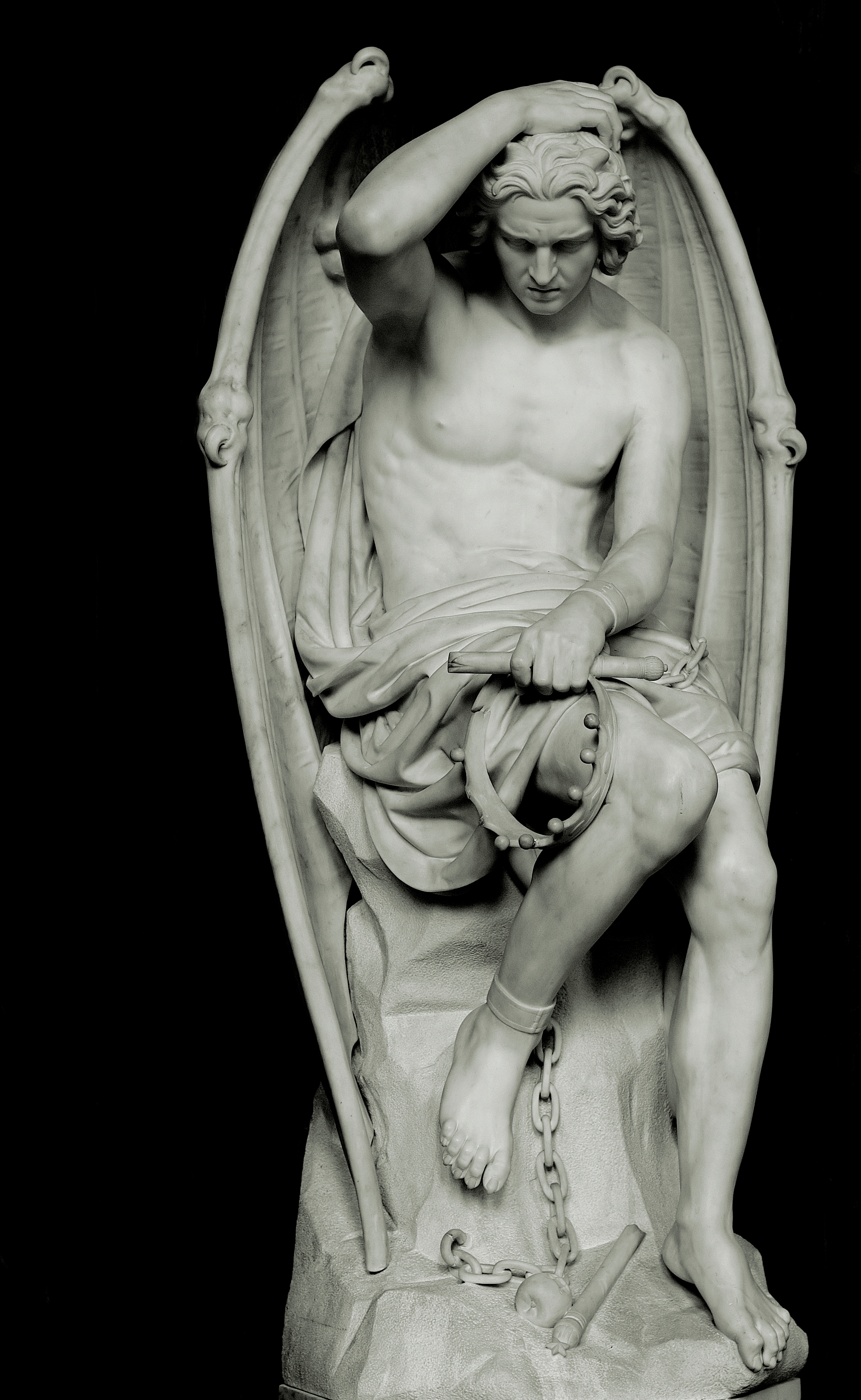
Lucifer (Le Génie du Mal) par Guillaume Geefs, cathédrale Saint-Paul de Liège.

Chez Origène et Jérôme, certains concepts chrétiens du diable ont inclus l'Étoile du Matin, dans Ésaïe 14:12, qui est traduit par Lucifer (Porteur de Lumière) dans le latin de la Vulgate, et directement à partir du latin dans la Bible du roi Jacques comme Lucifer. Quand la Bible fut traduite en latin (la Vulgate), le nom de Lucifer est apparu comme une traduction de l'Étoile du Matin, ou la planète Vénus, dans Isaïe 14:12. Isaïe 14:1-23 est un passage préoccupé par le sort de Babylone, et son roi est appelé, dans un langage sarcastique et hyperbolique « l'étoile du matin, fils de l'aurore ». La raison de ce nom découle du fait que le roi babylonien a été considéré comme bénéficiant d'un statut divin et de la symbolique divine filiation (Bēl et Ishtar, associé à la planète Vénus).
Bien que cette information soit disponible pour les chercheurs d'aujourd'hui via la traduction babylonienne sur des tablettes d'argile d'écriture cunéiforme, celle-ci n'était plus disponible au moment de la traduction latine de la Bible. À un certain point, la référence à Lucifer a été interprétée comme une référence du moment où Satan a été jeté du Ciel. Et en dépit de la clarté du chapitre dans son ensemble, la 12e verset continue d'être mis en avant comme preuve que Lucifer était le nom de Satan avant la chute. Ainsi, Lucifer est devenu un autre nom de Satan et l'est resté, en raison de la tradition populaire.
Dans la Bible hébraïque, le mot pour Lucifer est הילל (translittéré Hyll).

#### Chérubin dans l'Éden (Ézéchiel 28)
Le chérubin dans l’Éden est un personnage mentionné dans Ézéchiel  28:13-14, identifié avec le roi de Tyr, spécifiquement Ithobaal III (règne de 591-573 av J-C) qui, selon Josèphe et sa liste des rois de Tyr a régné de manière contemporaine avec Ézéchiel au moment de la première chute de Jérusalem,. Le christianisme a traditionnellement lié cet événement avec la chute de Satan.

### Nouveau Testament
(décembre 2022).
Le contenu est difficilement compréhensible vu les erreurs de traduction, qui sont peut-être dues à l'utilisation d'un logiciel de traduction automatique.

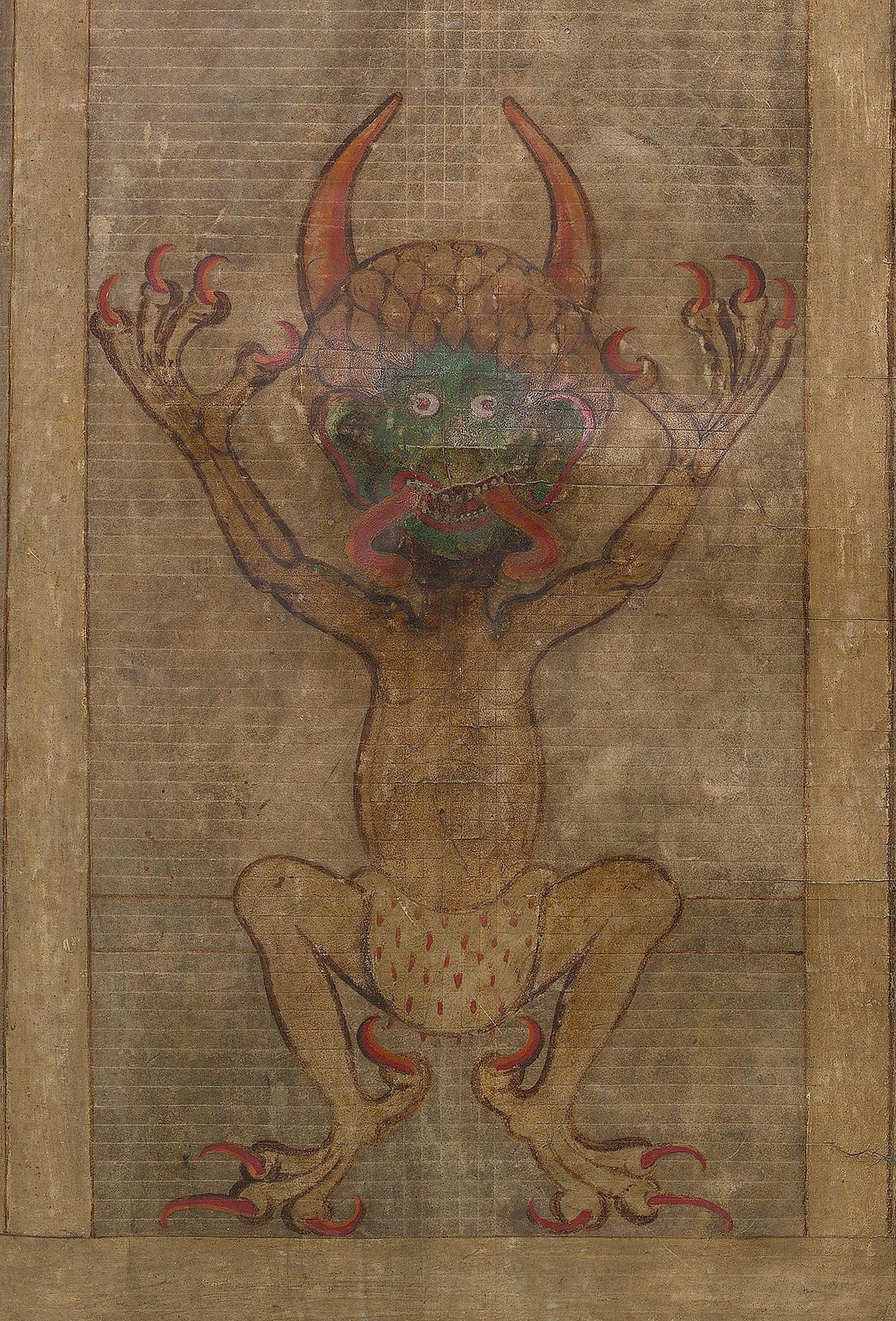
Représentation du diable dans le Codex Gigas.

- Le diable (en grec diabolos) : en suivant l'usage dans Job et Zacharie dans la Septante avec ce titre, l'accusateur, est associé à Satan 32 fois dans le Nouveau Testament. Les trois autres utilisations du mot concernent les humains, Judas, et les rumeurs.(Révélation  Revelation,12:9).
- Satan (en grec satanas): Luc  Luke,10:18 « J'ai vu Satan chuter comme un éclair tombe du ciel ». Voir aussi Matthieu  Matthew,4:10,  Matthew,12:26, Marc Mark,4:15, Luc  Luke,22:31, Actes  Acts,26:18, Corinthiens  1Corinthians,5:5,  2Corinthians,11:14, Thessaloniciens  1Thessalonians,2:18, Timothée  1Timothy,5:15, Révélation  Revelation,3:9 et  Revelation,20:2
- Belzébuth (en grec Beelzeboul) : Dans Matthieu  Matthew,10:25,  Matthew,12:24, Marc  Mark,3:22, et ouvertement dans Luc  Luke,11:18-19 il existe une connexion implicite entre Satan et Belzébuth (originellement une divinité sémite appelée Baal, et référée comme Baal-Zebul, ce qui signifie les seigneur des princes. Belzébuth (littéralement Seigneur des Mouches) est depuis devenu un synonyme de Satan.
- Le Malin (du grec ὁ πονηρὸς o poniros) : Matthieu  Matthew,13:19- « Ainsi vint le malin. »  Matthew,6:13, Jean  John,5:19. Ce titre suggère que Satan est perverti lui-même. Les religions abrahamiques considèrent généralement le pêché comme une manifestation physique de l'opposition à Dieu, et par conséquent, une manifestation du mal, apportant une réponse à la question de l'origine des pêchés[réf. nécessaire]
- Prince de ce monde (en grec ὁ ἄρχων τοῦ κόσμου τούτου ho Archōn tou kosmou toutou ; Latin : Princeps Huius Mundi) : dans Jean  John,12:31 et  John,14:30.
- Le Tentateur (du grec ὁ πειράζων ho peirazōn) : Mathieu  Matthew,4:3- « Et lorsque le tentateur vint à lui ». Voir aussi dans Thessaloniciens  1Thessalonians,3:5
- Menteur et père du mensonge (du grec ψεύστης psěustēs) : Jean  John,8:44 : « Lorsqu'il ment, il parle sa langue natale, en cela il est un menteur et le père des mensonges ».
- Belial (du grec Belial) : dans Corinthiens  Corinthians,6:15 « Quel accord le Christ a-t-il passé avec Belial ? » pourrait être une référence au diable, ou au fait de manger la viande des idoles. Dans l'ancien Testament, les rebelles à la foi et les mécréants sont parfois appelés les fils de Belial. Voir aussi le Deutéronome  Deuteronomy,13:13, Juges  Judges,20:13, Samuel  1Samuel,2:12,  2Samuel,23:6, Rois  1Kings,21:10, Chroniques  2Chronicles,13:7
- Le dieu de ce monde dans Corinthiens  Corinthians,4:4.
- Le prince du pouvoir des airs dans Ephèses  Ephesians,2:2.
- Votre adversaire (du grec antidikos) : dans Pierre  Peter,5:8- « Votre adversaire, le diable ». Dans les conceptions chrétiennes, Satan est l'adversaire de Dieu et des croyants.
- Le Dragon (du grec ho drakōn) : dans Révélation  20:2
- Le serpent antique (grec ho ophis ho archaios) : aussi dans Révélation  20:2

#### Évangiles

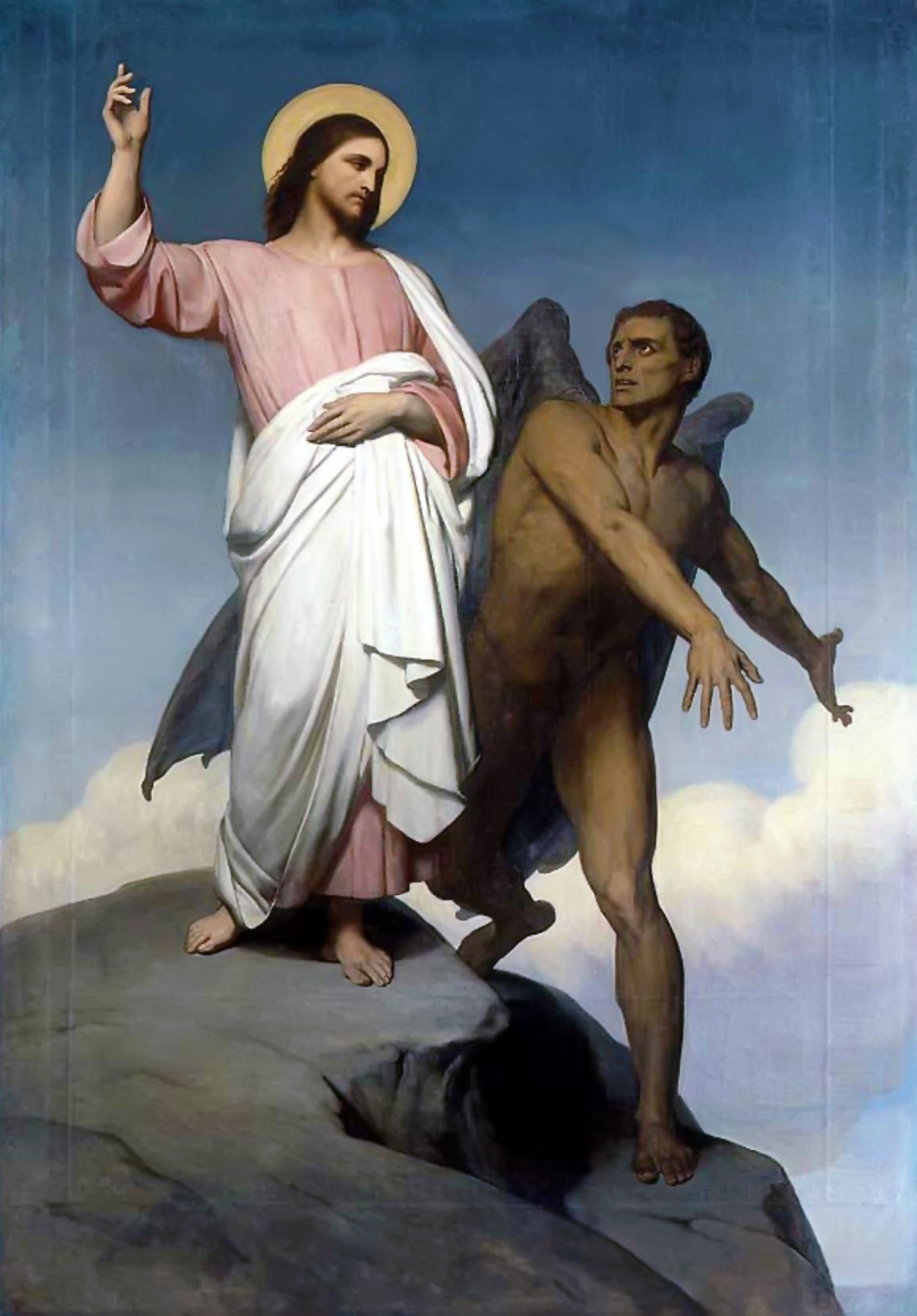
Le Diable représenté dans La Tentation du Christ, par Ary Scheffer, 1854.

Le Nouveau Testament contient de nombreux récits du diable œuvrant contre Dieu et de ses plans. La Tentation du Christ mentionne le Diable et est décrite dans les trois évangiles synoptiques, (Mathieu  4:1-11,NIV, Marc  1:12-13,NIV, et Luc  4:1-13,NIV), bien que dans l'évangile de Marc, il soit appelé Satan. Dans les trois évangiles synoptiques, (Mathieu  Matthew,9:22-29, Marc  Mark,3:22-30, et Luc  Luke,11:14-20), les détracteurs de Jésus l'accusent de détenir son pouvoir de chasser les démons grâce à Béelzébuth, le chef des démons (souvent apparenté à Satan dans le courant dominant du christianisme). En réponse à cela, Jésus dit « qu'une maison divisée contre elle-même est vouée à l'effondrement, et que par conséquent, tomber, logiquement parlant, pourquoi le diable permettrait-il à quiconque de vaincre ses œuvres avec sa propre puissance ? »
Le Nouveau Testament comprend de nombreux cas de possession démoniaque. Satan lui-même est considéré comme ayant entré en possession de Judas Iscariote avant la trahison de Judas. (Luc  22:3,NIV) Jésus rencontre ceux qui sont possédés et éjecte le mauvais esprit hors d'eux. Une personne peut avoir un démon ou plusieurs démons qui habite son corps. Jésus a rencontré un homme rempli de nombreux démons dans Marc 5:1-20.

#### Les épîtres
L'Épître de Jude fait référence à un incident où l'archange Michael s'est disputé avec le diable sur la question du corps de Moïse. Selon la Première épître de Pierre, « Comme un lion rugissant votre adversaire, le diable, rôde, cherchant quelqu'un à dévorer. »

#### Apocalypse
Selon la plupart de l'eschatologie chrétienne, Satan mènera une guerre finale contre Jésus, avant d'être jeté dans l'Enfer pour aeonios. Les Pères de l'Église, sont connus pour avoir prié pour une éventuelle repentance de Satan , mais il n'était généralement pas cru que cela arriverait un jour. D'autre part, les dispensationalistes enseignent que Jésus revient sur terre avant la Grande Tribulation afin que les justes, les morts et les vivants ne le rencontrent dans l'air pour lui rendre compte (connu sous le nom de Ravissement Thessaloniciens  Thess,4:17.

## Histoire

### Moyen Âge

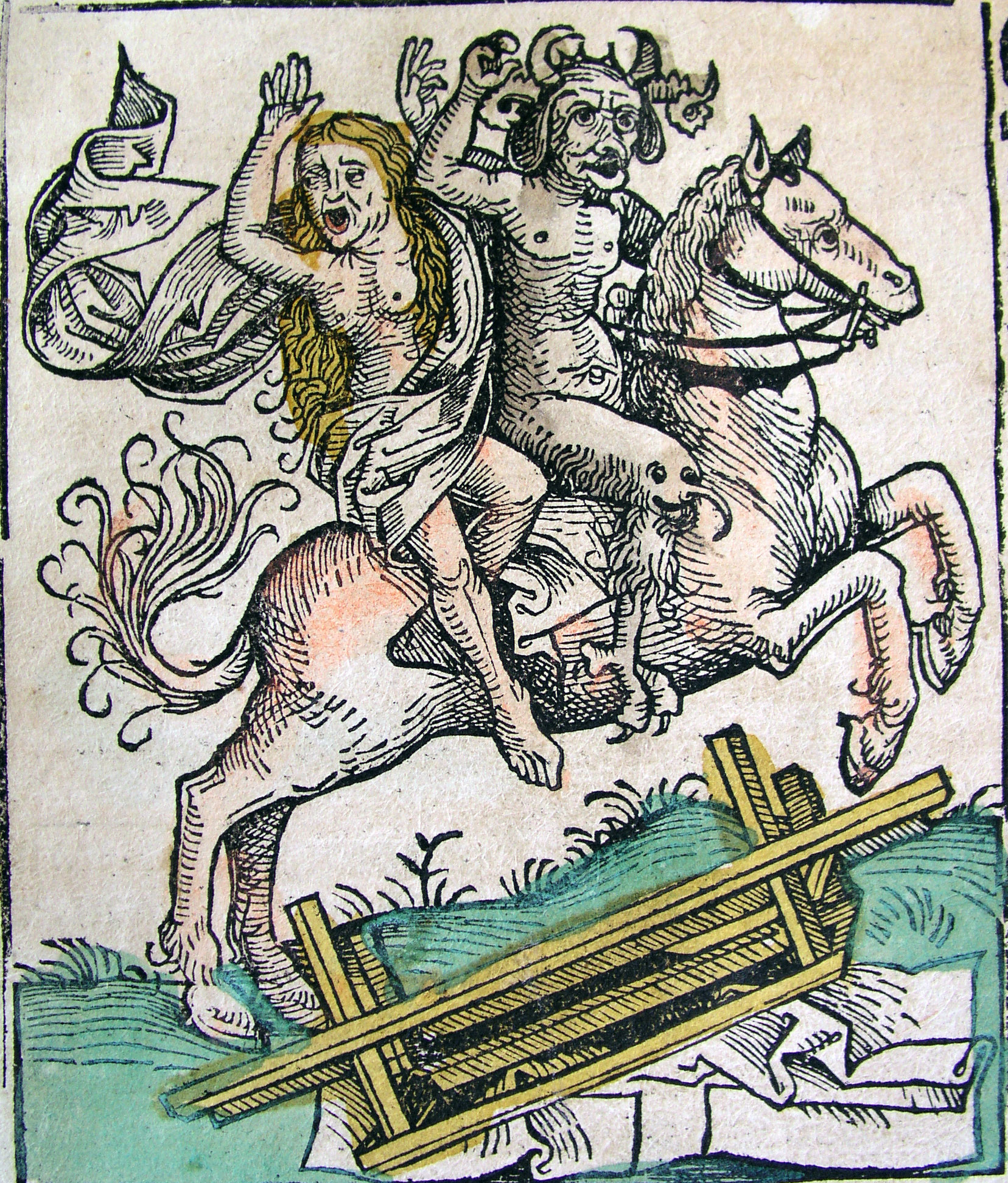
Le diable à cheval. La Chronique de Nuremberg (1493).

À partir du XIVe siècle, les traits maléfiques et négatifs de Satan « se marquent réellement ». Il a souvent été représenté dans les peintures comme une figure ayant des cornes et un corps de chèvre (bien que de temps en temps avec les jambes d'un poulet ou d'une mule), et avec une queue. Il a également été représenté comme muni d'une fourche, l'outil utilisé dans l'Enfer pour le tourment des damnés, ou un trident, découlant d'un des attributs de la tenue de parade du dieu Poséidon. Occasionnellement, des représentations plus imaginatives étaient faites : parfois, le Diable est représenté comme ayant des visages sur tout son corps, comme dans la peinture d'un pacte avec le Diable. Les représentations du Diable couvert de furoncles et de cicatrices, de poils d'animaux et de monstruosités et difformités étaient également communes. Aucune de ces images ne semble être fondée sur des textes bibliques, étant donné que l'apparence physique de Satan n'est jamais décrite dans la Bible ou dans tout autre texte religieux. Cette image est plutôt apparemment fondée sur des divinités païennes comme les Dieux à Cornes, comme Pan, Cernunnos, Moloch, Séléné et Dionysos, communs à de nombreuses religions païennes. Pan, en particulier, ressemble beaucoup aux représentations médiévales de Satan. Ces images devinrent plus tard la base de Baphomet, qui est dépeint dans le Livre d'Éliphas Levi de 1854, Dogme et rituel de la haute magie. Même certains satanistes utilisent Baphomet comme l'image de Satan lors de cultes sataniques. Il a été allégué que cette image a été choisie spécifiquement pour discréditer le Dieu cornu. 

### Cathares
Alain de Lille, vers 1195, a accusé les cathares de croire en deux dieux, l'un de la lumière, l'un des ténèbres. Durand de Huesca, vers 1220, indique qu'ils considéraient le monde physique comme la création de Satan. Un ancien cathare italien devenu dominicain, Sacchoni, a déclaré en 1250 à l'Inquisition que ses anciens coreligionnaires croyaient que le diable avait créé le monde et tout ce qu'il contenait.

### Réforme

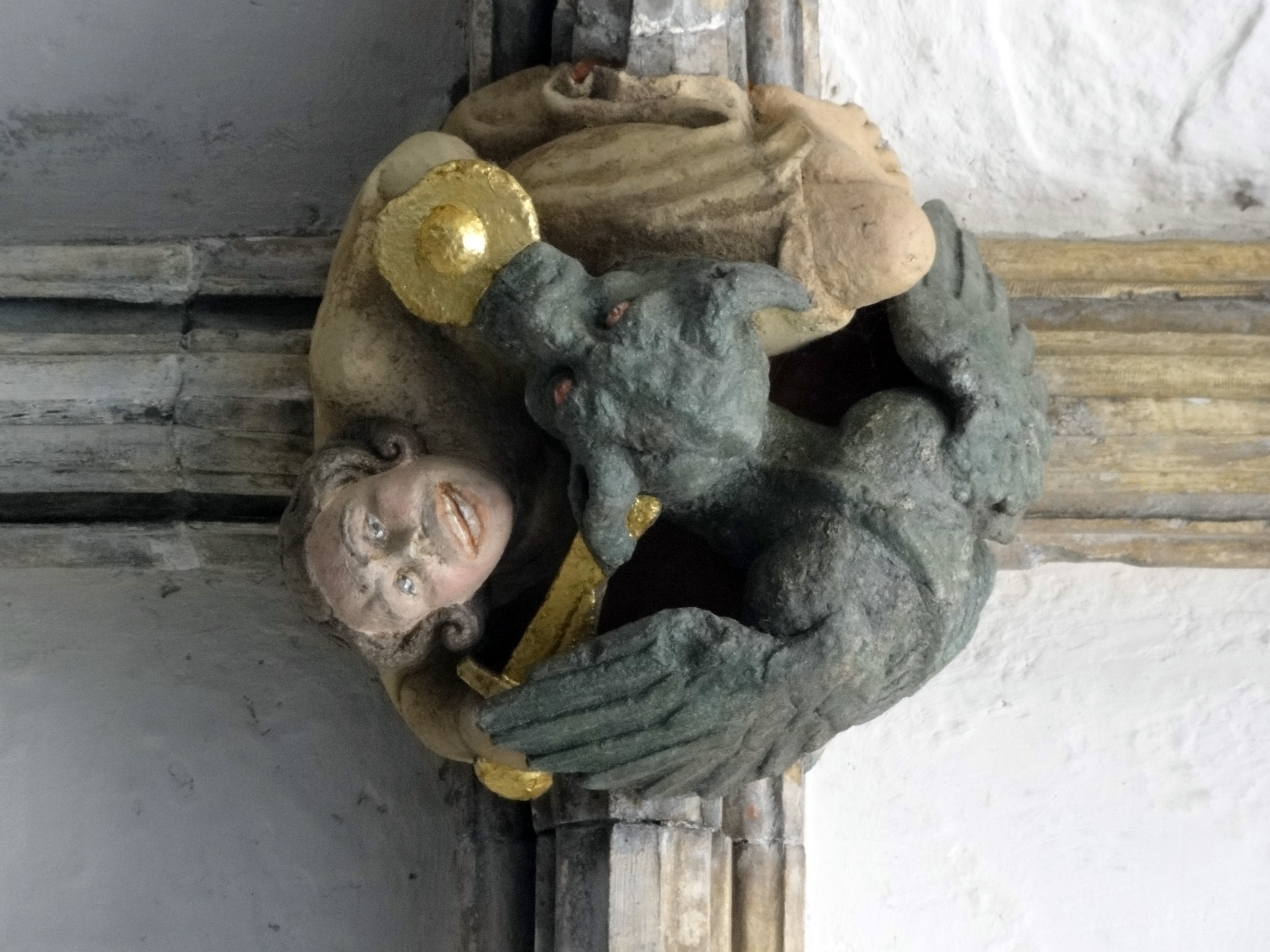
Le diable combattu par un chrétien à l'aide d'une épée d'or, cathédrale de Norwich détail des voûtes du cloître.

Luther a enseigné la vision d'un diable en tant que personne. Parmi ses enseignements se trouvait une recommandation de la musique puisque « le diable ne supporte pas la gaieté. »
Calvin a enseigné la représentation traditionnelle du Diable comme Ange déchu. Calvin reprend la parabole de saint Augustin : « l'Homme est comme un cheval, avec pour cavalier, soit Dieu, soit le diable. » À l'interrogatoire de Michel Servet qui a dit que toute la création était l’œuvre de Dieu, Calvin a demandé ce qui revenait au Diable. Servet a répondu « toutes les choses sont une partie et une portion de Dieu »[réf. nécessaire].

### Anabaptistes et dissidents
David Joris a été le premier des Anabaptistes qui a avancé que le diable n'était qu'une allégorie (c. 1540). Son point de vue trouve une faible mais persistante audience aux Pays-Bas. Ces considérations ont été transmises à l'Angleterre et la brochure de Joris a été reproduite de manière anonyme en anglais en 1616, préfigurant une série d'interprétations non littérales du Diable durant les années 1640-1660 : Mede, Bauthumley, Hobbes, Muggleton ainsi que les écrits personnels d'Isaac Newton. En Allemagne, de telles idées n'apparurent que plus tard, vers 1700, parmi les écrivains tels que Balthazar Bekker et Christian Thomasius.
Toutefois, ces vues sont restées très largement minoritaires. Daniel Defoe dans son Histoire politique du Diable (1726) décrit ces points de vue comme une forme d'« athéisme pratique. » Defoe a écrit « que de croire à l'existence d'un Dieu est une dette envers la nature, et que croire en l'existence du Diable est comme la dette envers la raison. »[réf. incomplète]

### Le Paradis Perdude John Milton
Jusqu'à ce que John Milton crée le personnage de Satan pour son Paradis Perdu, les différents attributs de Satan ont été généralement attribués à des entités différentes. L'ange qui s'est rebellé dans le Ciel n'était pas le même que celui qui régna dans l'Enfer. Le chef de l'Enfer a été souvent vu comme une sorte de geôlier qui n'est jamais tombé en disgrâce. Le serpent tentateur de la Genèse était juste un serpent. Milton combina les différentes parties du personnage pour montrer sa chute et son passage d'une beauté et grâce presque divines à un état de tentateur jaloux[style à revoir]. Il a eu tellement de succès dans sa caractérisation de Satan comme héros romantique qui « préférerait plutôt dominer en Enfer que de servir au Paradis » que sa version de Satan a surclassé toutes les autres[réf. nécessaire].

## Enseignements chrétiens modernes

### Église catholique

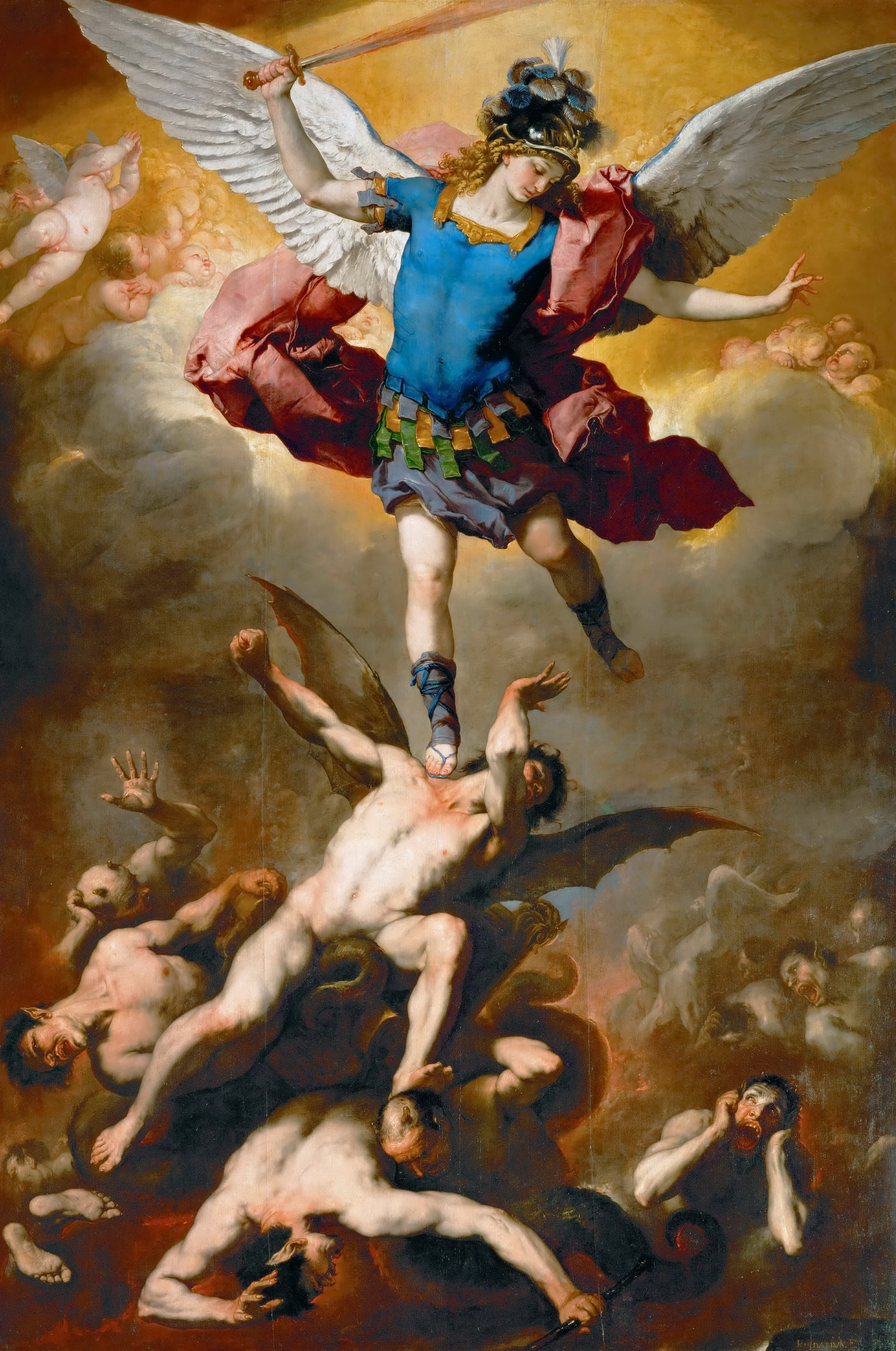
Luca Giordano, Peinture de l'archange Michel et des anges déchus, Vienne, 1666

Un certain nombre de prières et de pratiques existent dans la tradition catholique,. Le Notre Père comprend une requête pour être délivré du mal, mais un certain nombre d'autres prières spécifiques existent également, par exemple le petit exorcisme de Léon XIII. 
Le processus d'exorcisme est utilisé au sein de l'Église catholique contre le diable. Le Catéchisme de l'Église catholique affirme que « Jésus a pratiqué l'exorcisme et à partir de lui, a reçu la puissance et la capacité de pratiquer l'exorcisme ».
L'Église catholique considère la bataille contre le diable en cours de déroulement. Au cours d'une visite au sanctuaire de l'archange saint Michel, Jean-Paul II a déclaré : « La bataille contre le diable, qui est la tâche principale de l'archange saint Michel, est encore menée aujourd'hui, parce que le diable est toujours vivant et actif dans le monde. Le mal qui nous entoure aujourd'hui, les troubles qui affligent notre société, l'inconsistance des hommes et leur faiblesse, sont non seulement le résultat du péché originel, mais également le résultat de l'action sournoise et rampante de Satan ». Précédemment, Paul VI a déclaré : « La fumée de Satan a réussi à pénétrer à l'intérieur du Temple de Dieu à travers quelque fissure ».
Le Catéchisme de l'Église catholique précise la position romaine sur le diable : il fut créé par Dieu en ange du bien, mais à la suite de sa rébellion, fut déchu avec ses compagnons selon la volonté de Dieu,.

### Protestantisme
Pour Rudolf Bultmann, une foi authentique dans le monde d’aujourd’hui signifie que les chrétiens doivent rejeter la croyance en un diable au sens littéral telle qu'elle appartenait à la culture du premier siècle,. Cette ligne est développée notamment par Walter Wink.
Karl Barth ne considère pas le diable comme une personne ou comme une force purement psychologique, mais comme une nature contraire au bien. Il inclut le diable dans sa triple cosmologie : Dieu, la création de Dieu et le néant. Le néant n’est pas l’absence d’existence, mais un plan d’existence où Dieu retire sa puissance créatrice. Le diable est le chaos qui s’oppose à l’être réel, déforme la structure du cosmos et gagne de l’influence sur l’humanité. Contrairement au courant dualiste, Barth estime que l’opposition à la réalité implique la réalité, de sorte que l’existence du diable dépend de l’existence de Dieu et n’est pas un principe indépendant.
Dans l'anglicanisme, l'existence au sens littéral du Diable est mentionnée dans les Trente-neuf articles.

### Unitariens et christadelphes
Les premiers fondamentalistes chrétiens, unitariens et dissidents comme Nathaniel Lardner, Richard Mead, Hugh Farmer, William Ashdowne et John Simpson, et Jean Epps ont enseigné que les guérisons miraculeuses de la Bible étaient réelles, mais que le diable était une allégorie, et que les démons étaient juste des termes désignant les maux de cette époque. Simpson dans ses Sermons (publ. à titre posthume, 1816) est allé jusqu'à dire que le diable n'était pas vraiment maléfique, point de vue repris dans le livre de Gregory Boyd publié en 2001 Satan et le Problème du Mal: Construire une théodicée trinitaire du combat ainsi que par les christadelphes.